# آلباتروس سی. ۸ ان
آلباتروس سی. ۸ ان (به انگلیسی: Albatros_C.VIII_N) یک هواگرد از نوع بمب‌افکن شبانه ساخت شرکت آلباتروس فلوکتسایک‌ورک در آلمان است. هواگرد آلباتروس سی. ۸ ان نخستین پروازش را در ۱۹۱۷ میلادی انجام داد. در مجموع، تعداد ۱ فروند از این هواگرد ساخته شده‌است.